# Judy Nugent
Judy Ann Nugent (Los Angeles, California; 22 de agosto de 1940-Montana, 26 de octubre de 2023) fue una actriz estadounidense.

## Primeros años
Nugent nació en Los Ángeles, California, hija de Carl Leon Nugent y Lucille Jane Redd.

## Carrera
Nugent fue una actriz infantil que apareció por primera vez en la pantalla a los seis años en It Had to Be You (1947), donde ella y su hermana Carol interpretaban el mismo personaje a edades diferentes. Tras algunos papeles secundarios en películas, consiguió un papel fijo en la primera comedia familiar de la televisión, The Ruggles (1949-1952). Su carrera cinematográfica despegó con papeles secundarios en varios dramas de mediados de los cincuenta, como Magnificent Obsession (1954), uno de los niños Kettle en Ma and Pa Kettle Back on the Farm (1954) y There's Always Tomorrow (1956) para Universal-International.
Dos de sus papeles fueron como Jet Maypen para el serial Walt Disney Presents: Annette en The Mickey Mouse Club y como la pequeña Ann Carson, la niña ciega que voló alrededor del mundo con Superman, en Adventures of Superman. Al llegar a la edad adulta, sus papeles fueron principalmente apariciones como invitada en programas de televisión, incluidas las series de ABC/Warner Brothers Television 77 Sunset Strip y Sugarfoot, así como Willie Carson en el episodio de Rawhide Incident of the Night Horse.
Apareció en cinco episodios de The Tall Man como June McBean y se pensó en convertir The McBeans en una serie, pero dejó de actuar tras casarse en 1961. Hizo cameos para dos producciones cinematográficas independientes durante los años setenta.

## Vida personal
El 18 de marzo de 1961, Nugent se casó con el actor Buck Taylor, pero al parecer inició los trámites de anulación en menos de un mes. Se casaron de nuevo el 14 de junio de 1963 y siguieron así hasta divorciarse en 1983. Del matrimonio nacieron una hija, Tiffany, y tres hijos, Adam, Matthew y Cooper.
Nugent murió de cáncer en su rancho de Montana, el 26 de octubre de 2023, a la edad de 83 años.

## Filmografía
| - It Had to Be You (1947) ... como Victoria a los 5 años - The Big Clock (1948) ... como una niña (sin acreditar) - City Across the River (1949) ... como una niña (sin acreditar) - Here Comes the Groom (1951) ... como McGonigle Girl (sin acreditar) - Angels in the Outfield (1951) ... como Margaret (sin acreditar) - Night Stage to Galveston (1952) ... como hija - The Greatest Show on Earth (1952) ... como una niña (sin acreditar) - Down Laredo Way (1953) ... como Taffy Wells | - Ma and Pa Kettle at Home (1954) ... como Betty Kettle - Magnificent Obsession (1954) ... como Judy - There's Always Tomorrow (1956) ... como Frances 'Frankie' Groves - Navy Wife (1956) ... como Debby Blain - The Girl Most Likely (1956) ... como Pauline - High School Caesar (1960) ... como Wanda Anderson - Summer Run (1974) ... como Debbie - Beartooth (1978) ... como Judy Green |

## Televisión
| - The Ruggles: serie regular (1949–1952) ....como Donna Ruggles - The Lone Ranger: "Triple Cross" (1953) ....como Susie Rich - Annie Oakley: "Valley of the Shadows" (1954) ....como Donna Bishop - Adventures of Superman: "Around the World with Superman" (1954) ....como Ann Carson - The Ford Television Theatre: "Remember to Live" (1954) ....como Kathy Johnson - The Life of Riley: "Riley's Wild Oats" (1954) ....como Janet - The Man Behind the Badge: "The Case of the Deadly Delicacy" (1955) ....como Donna - Lassie: 2 episodios (1955–56) ....como Spike - Celebrity Playhouse: "The Twelve Year Secret" (1956) ....como actriz | - Matinee Theatre: "Greybeards and Witches" (1956) ....como Emma - The Mickey Mouse Club: "Annette" (1957) ....como Jet Maypen - Playhouse 90: "The Gentleman from Seventh Avenue" (1958) ....como Jenny - The Thin Man: "The Delinquent" (1958) ....como Jinx - The Ann Sothern Show: "The Road to Health" (1959) ....como Gloria - Sugarfoot: "Wolf" (1959) ....como Charonne - 77 Sunset Strip: "Vacation with Pay" (1959) ....como Bobbie Anderson - Rawhide: "Incident of the Night Horse" (1960) ....como Willie - The Tall Man: papel secundario (1960–62) ....como June McBean - The Brothers Brannagan: "Mantrap" (1961) ....como una chica - Saints and Sinners: "Luscious Lois" (1962) ....como Phoebe Hawley |